# Magyarország az 1924. évi téli olimpiai játékokon
Magyarország a franciaországi Chamonix-ban megrendezett 1924. évi téli olimpiai játékok egyik részt vevő nemzete volt, 1 sportág, összesen 3 versenyszámában 4 férfi versenyző képviselte. A magyar atléták nem szereztek érmet és pontot sem. A megnyitóünnepségen a magyar zászlót a rendező ország egy képviselője vitte.

## Eredményesség sportáganként
Az alábbi táblázat összefoglalja a magyar versenyzők szereplését. A sportág neve mögött zárójelben lévő szám jelzi, hogy az adott szakág hány versenyszámában indult magyar sportoló.
Az egyes oszlopokban előforduló legmagasabb érték vagy értékek vastagítással kiemelve.

Az olimpiai pontok számát az alábbiak szerint lehet kiszámolni: 1. hely – 7 pont, 2. hely – 5 pont, 3. hely – 4 pont, 4. hely – 3 pont, 5. hely – 2 pont, 6. hely – 1 pont.
| Sportág              | Helyezések száma | Helyezések száma | Helyezések száma | Helyezések száma | Helyezések száma | Helyezések száma | Olimpiai pont | Indulók száma | Indulók száma | Indulók száma |
| Sportág              |                  |                  |                  | 4.               | 5.               | 6.               | Olimpiai pont | Férfi         | Nő            | Össz.         |
| Északi összetett (3) | 0                | 0                | 0                | 0                | 0                | 0                | 0             | 3             | 0             | 3             |
| Sífutás (3)          | 0                | 0                | 0                | 0                | 0                | 0                | 0             | 3             | 0             | 3             |
|                      |                  |                  |                  |                  |                  |                  |               |               |               |               |
| Összesen             | 0                | 0                | 0                | 0                | 0                | 0                | 0             | 4             | 0             | 4             |

## Északi összetett
| Versenyző     | Sífutás       | Sífutás       | Sífutás       | Síugrás    | Síugrás    | Síugrás  | Síugrás  | Síugrás | Síugrás | Összesítés | Összesítés |
| Versenyző     | Sífutás       | Sífutás       | Sífutás       | 1. ugrás   | 1. ugrás   | 2. ugrás | 2. ugrás | Össz.   | Össz.   | Összesítés | Összesítés |
| Versenyző     | Idő           | Pont          | Hely.         | Távolság   | Pont       | Távolság | Pont     | Pont    | Hely.   | Pont       | Helyezés   |
| ------------- | ------------- | ------------- | ------------- | ---------- | ---------- | -------- | -------- | ------- | ------- | ---------- | ---------- |
| Déván István  | 1:50:20       | 2,125         | 24.           | nem indult | nem indult | kiesett  | kiesett  | kiesett | kiesett | kiesett    | kiesett    |
| Háberl Aladár | nem indult    | nem indult    | nem indult    | 33,0       | 11,667     | 20,0     | 11,417   | 11,542  | 20.     | kiesett    | kiesett    |
| Szepes Béla   | nem ért célba | nem ért célba | nem ért célba | 39,5       | 14,956     | –        | 6,000~   | 10,478  | 23.     | kiesett    | kiesett    |

~ - az ugrás során elesett

## Sífutás
| Versenyző     | Versenyszám | Eredmény      | Helyezés      |
| ------------- | ----------- | ------------- | ------------- |
| Déván István  | 18 km       | 1:50:20,8     | 31.           |
| Szepes Béla   | 18 km       | nem ért célba | nem ért célba |
| Németh Ferenc | 50 km       | 6:16:32       | 20.           |